# Horní Vltavice
Horní Vltavice település Csehországban, a Prachaticei járásban. Horní Vltavice Borová Lada, Buk, Vimperk, Volary, Kubova Huť, Strážný és Lenora településekkel határos. Lakosainak száma 366 fő (2024. január 1.).

## Népesség
A település lakosságának változását az alábbi diagram mutatja:
| Lakosok száma | 1499 | 1446 | 1195 | 319  | 413  | 390  | 353  | 370  | 340  | 366  |
|               | 1869 | 1890 | 1921 | 1950 | 1980 | 2001 | 2017 | 2019 | 2022 | 2024 |